# Sleuth (película de 1972)
Sleuth (llamada La huella en España y El detective en Hispanoamérica) es una película de intriga del director Joseph Mankiewicz, estrenada el 10 de diciembre de 1972 y candidata a cuatro Premios Óscar (Michael Caine, Laurence Olivier, Mankiewicz y John Addison).

## Argumento
Andrew Wyke, un exitoso autor de novelas policiacas, vive en una gran mansión campestre llena de elaborados juegos y autómatas. Invita al amante de su esposa, Milo Tindle, dueño de dos peluquerías, a su casa para hablar de la situación y dice que le gustaría que Milo se llevara a su esposa, Marguerite, de encima para poder estar con su amante más deseable, Téa. Para proporcionar a Milo, cuyos salones aún no son totalmente rentables, los medios para mantener a la costosa Marguerite, Andrew sugiere que Milo robe joyas valiosas de la casa, y que Andrew recupere sus pérdidas mediante una reclamación al seguro. Milo acepta, y Andrew lo guía a través de un elaborado plan para simular un robo. Al final, Andrew apunta a Milo con un arma y revela que el falso robo fue simplemente una artimaña para incriminar a Milo como ladrón y poder matarlo. Andrew critica la profesión de peluquero de Milo y su pasado como hijo "poco inglés" de un inmigrante italiano (originalmente Tindelini) que fue a una "escuela pública de segunda categoría". Andrew no puede aceptar que su esposa lo haya dejado por un rival tan "indigno". Le apunta con la pistola a la cabeza a Milo; se oye un disparo y la pantalla se queda en negro.
Unos días después, el inspector Doppler llega para investigar la desaparición de Milo. Andrew dice que no sabe nada, pero mientras el inspector recopila pistas incriminatorias, Andrew se derrumba y explica la farsa del robo. Insiste en que solo fingió dispararle a Milo con un cartucho de fogueo y que su rival se fue humillado pero vivo e ileso. Después de encontrar pruebas que respaldan un asesinato, Doppler arresta a Andrew. Cuando Andrew está a punto de ser llevado a la comisaría, Doppler se revela como Milo, fuertemente disfrazado, que busca vengarse de Andrew.
El "juego" parece igualado, aunque Andrew no puede admitir que Milo lo engañó y finge haber visto a través del disfraz, al tiempo que expresa admiración por Milo por haber sido un oponente digno de juegos. Todavía insatisfecho, Milo expresa que Andrew no ha sentido el nivel de humillación de su propia muerte inminente. Milo anuncia que jugarán otro juego que involucra un asesinato real. Milo dice que estranguló fatalmente a la amante de Andrew, Téa, y ha plantado evidencia incriminatoria por toda la casa de Andrew. La policía, que ha sido avisada, llegará pronto. Andrew rechaza su afirmación, pero llama a Téa para asegurarse, solo para enterarse de la compañera de piso de Téa, Joyce, que Téa está muerta. Siguiendo las pistas crípticas de Milo, Andrew busca frenéticamente en la casa la evidencia plantada. Andrew encuentra el último objeto justo cuando Milo dice que llega la policía. El desaliñado Andrew le ruega a Milo que los detenga mientras se recompone. Se escucha a Milo hablando con los oficiales, pero en realidad no hay policías. Milo luego revela que fingió la muerte de Téa, con la ayuda voluntaria de Joyce y Téa como venganza por los juegos de humillación que Andrew le ha infligido a Téa, engañando así a Andrew por segunda vez. Andrew se humilla aún más cuando Milo revela que Téa le informó que Andrew es prácticamente impotente y que no ha tenido relaciones con ella en más de un año. 
Mientras Milo se prepara para irse, buscando el abrigo de piel y las pertenencias de Marguerite, continúa humillando a Andrew con información proporcionada por la esposa y la amante de Andrew. Inspirado nuevamente por el escenario del robo, Andrew amenaza con dispararle a Milo para evitar que se jacte de su humillación con alguien más, especialmente con Marguerite. Sin embargo, Milo dice que realmente denunció el robo y la agresión de Andrew a la policía, que inicialmente se mostró escéptica pero le aseguró que harían un seguimiento. La policía no creería la historia inventada por Andrew de haber matado por error a un ladrón. Cuando Milo ridiculiza a su detective literario, Andrew no le cree y le dispara hiriéndolo mortalmente. La policía llega afuera y Andrew, angustiado y derrotado, se encierra dentro de la casa. Mientras Milo yace moribundo, le dice a Andrew que le diga a la policía que "fue solo un juego sangriento"; entonces presiona la caja de control de autómatas, dejando a Andrew rodeado por una cacofonía de sus juguetes electrónicos activados mientras la policía golpea la puerta e intenta entrar.

## Comentarios
Película basada en la obra de teatro homónima de Anthony Shaffer. La historia mantiene en vilo al espectador hasta el final. Magistral duelo interpretativo de los protagonistas Laurence Olivier y Michael Caine. Fue propuesta para cuatro de los Óscar. En 2007 se realizó un remake homónimo de la película (véase La huella) en el que Michael Caine asume el papel que Laurence Olivier tenía en la primera película, mientras que el papel original de Caine fue asignado a Jude Law. La dirección de este proyecto recayó en manos del cineasta Kenneth Branagh en lo que se considera su vuelta al cine convencional lejos de las adaptaciones de obras de Shakespeare que tanta fama le han proporcionado.
La obra constituye una fuerte crítica hacia la aristocracia británica, verbalizada varias veces por el personaje Milo Tindle, dado que el principal conflicto de intereses por una mujer se apoya en las diferencias de clase social.
La obra de teatro también es conocida como Juegos siniestros, y se representó en la Ciudad de México en el año 2011, con Daniel Giménez Cacho y José María Yazpik, en el Teatro de los Insurgentes.

## Premios
29.ª edición de las Medallas del Círculo de Escritores Cinematográficos
| Categoría                 | Premiado  | Resultado |
| ------------------------- | --------- | --------- |
| Mejor película extranjera | La huella | Ganadora  |